# Gajan (Gard)
Gajan è un comune francese di 710 abitanti situato nel dipartimento del Gard, nella regione dell'Occitania. Diario comunale: http://autourdugriffe.free.fr

## Società

### Evoluzione demografica
Abitanti censiti